# Xiruana gracilipes
Xiruana gracilipes là một loài nhện trong họ Anyphaenidae.
Loài này thuộc chi Xiruana. Xiruana gracilipes được Eugen von Keyserling miêu tả năm 1891.